# Hate You
«Hate You» — восьмой по счёту сингл корейской поп-группы 2NE1.
Автором и продюсером песни стал корейский музыкант Тедди Пак, создавший большинство треков для 2NE1. Сингл был издан в формате цифровой продажи 21 июля 2011 года звукозаписывающей компанией YG Entertainment.
Сингл стал третьим по счёту со второго мини-альбома 2NE1. Песня «Hate You» также была выбрана в качестве второго сингла для издания в Японии c этого же мини-альбома, изданного в Японии под названием Nolza; японский сингл вышел 10 августа 2011 года.
Живые выступления 2NE1 с «Hate You» прошли на телешоу Inkigayo и M! Countdown.
Сингл добрался до 3 места корейского хит-парада Gaon Chart. В Корее количество продаж «Hate You» перевалило за 2,5 миллиона цифровых копий. Песня также смогла подняться до 14 места в хит-параде Billboard Korea K-Pop Hot 100.